# Lokalanalgesi
Lokalanalgesi (fra græsk: an- uden, algesia- smerte) er lokalbedøvelse, altså bedøvelse af et afgrænset område af kroppen for at opnå smertefrihed. Lokalanalgesi kan udføres på forskellige måder så der opnås bedøvelse af mindre hudområder som en finger eller en tå, bedøvelse af en hel arm eller et helt ben ved regional analgesi, lokalanalgetikum kan indsprøjtes i rygmarvskanalen omkring lænden ved spinal analgesi, hvorved patienten er uden smertesans fra dette sted og nedefter, dvs. bækkenet og benene) eller som epidural analgesi hvor et tyndt kateter lægges ind ved rygmarven og kan benyttes til at bedøve specifikke nerver/hudområder.
Lokalanalgesi er en bedøvelsesmetode, der indebærer at kun en mindre del af kroppen bedøves og at patienten dermed bevarer bevidstheden.
Lokalanalgesi kaldes på visse sprog, herunder engelsk, for lokalanæstesi. Lokalanæstesi er på mange måder en mere korrekt betegnelse, da lokalanalgetika ikke kun hæmmer smertesignaler, men også fx de sensoriske nevesignaler så følesansen ophæves. Ved tilstrækkeligt høje doser/koncentrationer hæmmes også de motoriske nervesignaler, så man ikke kan bevæge musklerne i det bedøvede område.

## Anvendelse
Lokalanalgesi bruges under operative indgreb af læger (kirurger af alle specialer), tandlæger samt dyrlæger. Lokalanalgesi kan endog bruges ved relativt store indgreb, især på bevægeapparatet (specielt håndkirurgi og fodkirurgi). På børn, psykisk syge og på dyr bruges ofte universel anæstesi, da de ellers vil have en tendens til at være urolige under indgrebet pga. frygt. Ved store og/eller langvarige indgreb eller ved indgreb på steder på kroppen, som ikke egner sig til lokalbedøvelse, bruges universel anæstesi.
Lokalanalgesi anlægges af en kirurg, men regional analgesi anlægges af enten en kirurg eller anæstesiolog (narkoselæge).
I de fleste tilfælde injicerer man det lægemiddel, som man ønsker at anvende til en lokalanalgesi, men der findes dog undtagelser, og ved eksempelvis gastroskopi anvender man i stedet en creme, der bedøver svælget og spiserøret. Lokalbedøvelse er i nogle tilfælde mindre risikofyldt og anvendes således i stedet for narkose ved f.eks. kejsersnit.

## Lægemidler
Lægemidler der anvendes til at opnå lokalanalgesi kaldes lokalanalgetika. De fleste lokalanalgetikas navne har endelsen -cain, da de er afledt af kokain. Følgende lokalanalgetika var i klinisk brug i Danmark pr. december 2012:
- Articain
- Bupivacain
- Lidocain
- Mepivacain
- Priocain
- Ropivacain

| Lægevidenskab | Spire Denne artikel om lægevidenskab er en spire som bør udbygges. Du er velkommen til at hjælpe Wikipedia ved at udvide den. |